# Ferrolegierung
Als Ferrolegierung werden mehrere Legierungen des Eisens (lat. ferrum) bezeichnet. Sie enthalten zumeist einen hohen Anteil des jeweiligen Legierungspartners und werden als Vorlegierungen für die Stahlerzeugung verwendet.

## Beispiele

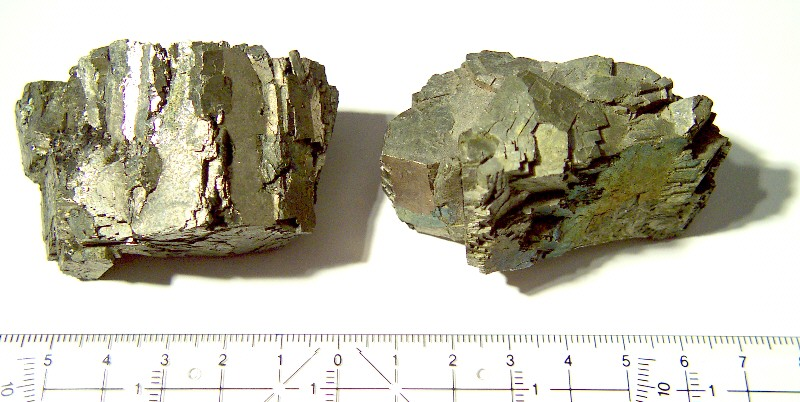
Ferrovanadium

- Ferrosilicium FeSi
- Ferromangan FeMn
- Ferrochrom FeCr
- Ferrosilizium-Magnesium FeSiMg
- Ferrotitan FeTi
- Ferrophosphor FeP
- Ferronickel FeNi
- Ferrovanadium FeV
- Ferrowolfram FeW
- Ferroniob FeNb

## Verfahren
Ferronickel kann man mit dem Krupp-Rennverfahren produzieren.
Ferromangan wird meist in Hochöfen produziert (Japan, China und Russland).

Entwicklung in der globalen Produktion von Ferrolegierungen, nach den Verfahren.